# Nabak kimcshi
A nabak kimcshi (hangul: 나박김치, RR: nabak kimchi) a koreai erjesztett kimcshi (kimchi) egy változata, mely vékonyra szeletelt daikon retekből és kínai kelből (배추, pecshu (baechu)) készül. Felhasználnak hozzá uborkát, újhagymát, nadálygumót (Oenanthe; koreaiul 미나리, minari), fokhagymát, csilipaprikát, gyömbért, cukrot, sót és vizet. Állagát tekintve jóval lédúsabb, mint a hagyományos kimcshi. Az étel neve a nabak nabak (나박나박) szóból ered, aminek jelentése „vékonyra szeletelt”.
A nabak kimcshi (kimchi) hasonlít a tongcshimi (dongchimi)re állagában, azonban a nabak kimcshi (nabak kimchi)hez piros őrölt csilipaprikát tesznek, ami rózsaszínűre színezi, míg a tongcshimi (dongchimi) fehér színű. A nabak kimcshi (nabak kimchi)t tavasszal és nyáron, a tongcshimi (dongchimi)t télen fogyasztják.